# Igreja de São Martinho (Gospel Oak)

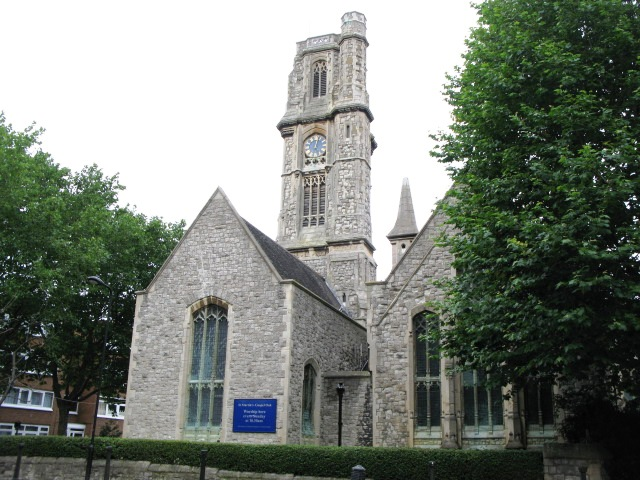
A igreja com a sua torre antes dos pináculos terem sido restaurados

A Igreja de São Martinho é uma igreja da Igreja da Inglaterra em Gospel Oak, em Londres, Inglaterra. Localizada na Vicars Road, o edifício da igreja é listado como Grau I. A igreja foi construída entre 1864 e 1866 com um projecto de aparência curiosa por Edward Buckton Lamb e discutido por John Summerson na sua Arquitetura Vitoriana na Inglaterra. A igreja foi construída às custas pessoais de John Derby Allcroft para comemorar a sua falecida esposa. O historiador de arquitectura Nikolaus Pevsner descreveu-a como "a mais maluca das igrejas vitorianas de Londres".
A torre era mais notável pelos seus pináculos, que a faziam parecer um castelo de conto de fadas. Esses pináculos foram removidos devido a danos causados por bombas na Segunda Guerra Mundial, mas foram restaurados em obras concluídas em 2015.